# Joseph P. Overton
Joseph Paul Overton (n. 4 ianuarie 1960, South Haven, Michigan, SUA – d. 30 iunie 2003, Michigan, SUA) a fost vicepreședinte senior al Centrului Mackinac pentru Politici Publice. A deținut o diplomă de licență în electrotehnică la Universitatea Tehnologică din Michigan și o diplomă de Juris Doctor la Școala de Drept Thomas M. Cooley Law School.
El este cel mai bine cunoscut pentru dezvoltarea conceptului de ferestră Overton pe care  l-a propus la mijlocul anilor 1990 în timp ce lucra la Centrul de Politici Publice Mackinac din Midland, Michigan.

## Legături externe
- Think Tank Leader mort în accident de avion
- Joseph P. Overton  — prezentare biografică